# Pułk KOP „Wilno”
Pułk KOP „Wilno” – oddział piechoty Korpusu Ochrony Pogranicza.

## Formowanie i zmiany organizacyjne
Rozkazem dowódcy KOP z 23 lutego 1937 została zapoczątkowana pierwsza faza reorganizacji Korpusu Ochrony Pogranicza „R.3”. Jej wynikiem było między innymi sformowanie, na bazie części pododdziałów rozwiązanej Brygady KOP „Wilno”, pułku KOP „Wilno”. Dowództwo pułku stacjonowała w garnizonie Wilno. Pułk stał się jednostką administracyjną dla batalionu KOP „Troki”, batalionu KOP „Niemenczyn”, batalionu KOP „Nowe Święciany”, inspektora północnej grupy szwadronów kawalerii, lekarza weterynarii północnego rejonu KOP, placówki wywiadowczej KOP nr 2, komendy rejonu pw KOP „Wilno”. Niektóre jednostki organizacyjne przynależne administracyjnie do pułku były zaopatrywane przez podkwatermistrzostwa batalionów KOP. I tak, batalion KOP „Troki” zaopatrywał posterunek żandarmerii przy pułku KOP „Wilno”, batalion KOP „Niemenczyn” zaopatrywał posterunek żandarmerii KOP „Niemenczyn”, a batalion KOP „Nowe Święciany” zaopatrywał szwadron kawalerii KOP „Nowe Święciany”, posterunek żandarmerii KOP „Święciany” i komendę powiatu pw KOP „Święciany”.
Z dniem 20 listopada 1938 w skład pułku został włączony szwadron kawalerii KOP „Nowe Święciany”.
10 marca 1939 dowódca KOP wydał zarządzenie L. 1514/tj.Og.Org./39 Reorganizacja kwatermistrzostw oraz inne zmiany organizacyjne, na podstawie którego:
z dniem 1 kwietnia:
- zlikwidowano kwatermistrzostwo pułku KOP „Wilno”, a jego dowództwo przydzielono pod względem gospodarczym do baonu KOP „Nowe Święciany”[4];
- w baonie KOP „Nowe Święciany” zlikwidowano podkwatermistrzostwo, a utworzono kwatermistrzostwo; do baonu przydzielono pod względem gospodarczym dowództwo pułku KOP „Wilno”;
- w baonie KOP „Troki” zlikwidowano podkwatermistrzostwo, a utworzono kwatermistrzostwo; do baonu przydzielono pod względem gospodarczym: Komendę Rejonu PW „Wilno”, inspektora północnej grupy szwadronów kawalerii i lekarza weterynarii północnego rejonu weterynarii[b];
- w baonie KOP „Niemenczyn” zlikwidowano podkwatermistrzostwo, a utworzono kwatermistrzostwo;
- jednostki administracyjne pułku KOP „Wilno” przeszły na gospodarkę według przepisu „Gospodarka w Oddziałach KOP” (O.G.–KOP) i otrzymały charakter oddziałów gospodarczych (szczegółowe zarządzenia co do sposobu przejścia z dotychczasowej gospodarki na gospodarkę wg przepisu O.G.–KOP regulował rozkaz KOP nr 100-320/Int.Og./39 z 28 lutego);
- ustanowiono nowy etat dla pułku KOP „Wilno”, który obowiązywał do 15 maja, bez składu osobowego kwatermistrzostwa pułku, które zostało zlikwidowane z dniem 31 marca;

z dniem 15 maja:
- rozwiązano pułk KOP „Wilno” i zlikwidowano dowództwo pułku KOP „Wilno”;
- wcielono baony KOP „Troki”, „Niemenczyn” i „Nowe Święciany” oraz szwadron kawalerii „Nowe Święciany” do składu organizacyjnego Brygady KOP „Grodno”;
- włączono komendę powiatową PW „Nowe Święciany” w skład organizacyjny baonu KOP „Nowe Święciany”[5]

26 sierpnia 1939 na bazie batalionu KOP „Orany”, odtworzono dowództwo pułku KOP „Wilno”. Stanowiło ono dowództwo zastępcze dla jednostek obsadzających granicę polsko-litewską. W skład nowo utworzonego pułku weszły baony KOP: „Niemenczyn”, „Nowe Święciany”, „Troki” oraz batalion KOP „Orany” z Brygady KOP „Grodno”. Po odtworzeniu pułk ochraniał granicę z Litwą o długości 398,928 km.
Bataliony wchodzące w skład pułk były jednostkami mobilizującymi. Zgodnie z planem mobilizacyjnym „W” utworzyły rezerwowy 133 pułk piechoty oraz odtworzyły dotychczasowe trzy baony o stanach pokojowych. Mobilizacja została przeprowadzona w dniach 24-27 sierpnia 1939, w alarmie, w grupie jednostek oznaczonych kolorem żółtym.
31 sierpnia 1939, w pierwszym dniu mobilizacji powszechnej, szwadron kawalerii „Nowe Święciany” wszedł w skład 35 Dywizji Piechoty, jako jej kawaleria dywizyjna.

## Walki pułku
17 września 1939 z granicy litewskiej do Wilna zostały ściągnięte trzy baony graniczne pułku KOP „Wilno”: „Orany”, „Troki” i „Niemenczyn”. Baony graniczne zajęły prawdopodobnie pozycje w południowo-wschodniej i północno-zachodniej części miasta. Baon KOP „Orany” zajął pozycje na południe od cmentarza na Rossie w kierunku na Lidę, baon KOP „Troki” na przedmieściu Markucie w kierunku bramy cmentarza, a baon „Niemenczyn” w północno-zachodniej części miasta. Ich zadaniem była obrona miasta. Jednak pozbawione broni przeciwpancernej były bezbronne wobec nacierających czołgów. Dowódca pułku ppłk Kazimierz Kardaszewicz wyprowadził z miasta baony „Orany" i „Niemenczyn"
Baon „Troki” nadal prowadził walkę. W wyniku okrążenia przez oddziały pancerne wroga, dowódca batalionu rozwiązał jednostkę. Żołnierze przedzierali się w kierunku granicy litewskiej. Część dołączyła do resztek baonu KOP „Nowe Święciany” i w jego składzie, wraz z dowództwem pułku w dniach 21 i 22 września przekroczyła granicę litewską.
Wycofujący się z Wilna baon KOP „Orany" w rejonie miejscowości Zawias wszedł w skład zgrupowania płk. Kazimierza Rybickiego, z którym ruszył w kierunku Grodna. 21 września pod Oranami stoczył ponad dwugodzinną walkę z czołgami i piechotą sowieckiej 100 DS. Po wyjściu z okrążenia, batalion dotarł do Marcińkaniec. Wobec upadku Grodna, 22 września przekroczył granicę.

## Struktura organizacyjna
Organizacja pokojowa w latach 1938-1939
- Dowództwo pułku KOP „Wilno” w Wilnie
- batalion KOP „Troki”
- batalion KOP „Niemenczyn”
- batalion KOP „Nowe Święciany”
- szwadron kawalerii „Nowe Święciany”

Organizacja i obsada personalna pułku we wrześniu 1939
- odtworzone dowództwo pułku KOP „Wilno”
- batalion KOP „Orany” – kpt. Stanisław Getter
- batalion KOP „Troki” – mjr Sylwester Krasowski
- batalion KOP „Niemenczyn” – mjr Czesław Mierzejewski
- batalion KOP „Nowe Święciany” – kpt. Stefan Korzeniewski

## Żołnierze pułku
Dowódcy pułku
- ppłk / płk Antoni Wandtke (od III 1937[9] do VIII 1939)
- ppłk Kazimierz Kardaszewicz (od VIII do IX 1939)[6]

Obsada personalna dowództwa pułku w marcu 1939
- dowódca pułku	– płk piech. Antoni Wandtke
- zastępca dowódcy pułku – ppłk piech. Jan Ludwik Zachodny[d]
- I adiutant – kpt. adm. (piech.) Kazimierz Żyliński[e]
- II adiutant – por. piech. Franciszek Adamski
- oficer graniczny – kpt. piech. Tomasz Mika
- szef łączności – mjr łącz.	Wacław Tuziński (do V 1939 → szef łączności DOK IV[14][f])

Obsada 300 Rejonu PW przy pułku KOP „Wilno” w marcu 1939
- komendant rejonu PW „Wilno” – mjr Edward Niedzielski
- komendant powiatowy PW „Święciany” – kpt. Jan III Góra[g]
- komendant powiatowy PW „Brasław” – kpt. adm. (piech.) Eugeniusz Tokarski*
- komendant powiatowy PW „Dzisna” – kpt. adm. (piech.) Andrzej Krzaczkowski*
- komendant powiatowy PW „Postawy” – kpt. Józef Cader*
- komendant powiatowy PW „Wilejka” – kpt. adm. (piech.) Bronisław Sarnowski
- zastępca komendanta powiatowy PW „Wilejka” – por. Leon Franciszek Wyżga
- komendant pasa granicznego PW „Krasne” – vacat